# 飯山南
飯山南（いいやまみなみ）は、神奈川県厚木市に存在する町丁である。現行行政地名は、飯山南一丁目から飯山南五丁目。住居表示実施済区域。

## 地理
厚木市の北部に位置している。

### 地価
住宅地の地価は、2023年（令和5年）1月1日の公示地価によれば、飯山南4-12-33の地点で8万6000円/m2となっている。

## 歴史
- 2022年（令和4年）10月11日 - 住居表示の実施により、飯山の一部を分離し、飯山南一丁目～五丁目を設置[5]。

## 学区
市立小・中学校に通う場合、学区は以下の通りとなる（2022年10月時点）。
| 丁目         | 番・番地等 | 小学校             | 中学校             |
| ------------ | ---------- | ------------------ | ------------------ |
| 飯山南一丁目 | 全域       | 厚木市立小鮎小学校 | 厚木市立小鮎中学校 |
| 飯山南二丁目 | 全域       | 厚木市立小鮎小学校 | 厚木市立小鮎中学校 |
| 飯山南三丁目 | 全域       | 厚木市立小鮎小学校 | 厚木市立小鮎中学校 |
| 飯山南四丁目 | 全域       | 厚木市立小鮎小学校 | 厚木市立小鮎中学校 |
| 飯山南五丁目 | 1〜2番     | 厚木市立飯山小学校 | 厚木市立小鮎中学校 |
| 飯山南五丁目 | 上記以外   | 厚木市立小鮎小学校 | 厚木市立小鮎中学校 |

## 交通
- 神奈川県道63号相模原大磯線

## 施設
- 東京工芸大学 厚木キャンパス
- 厚木警察署 小鮎駐在所
- 厚木市立小鮎小学校
- 厚木市立小鮎中学校
- 小鮎郵便局[7]
- 三和 厚木飯山店[8]

## その他

### 日本郵便
- 郵便番号 : 243-0218[1]（集配局 : 厚木北郵便局[9]）。